# Девід Ентоні Джонсон
Девід Ентоні Джонсон (англ. David Anthony Johnson; нар. 15 серпня 1976, Кінгстон, Ямайка) — ямайський та англійський футболіст, виступав на позиції нападника. Футбольну кар'єру розпочав в англійському «Манчестер Юнайтед», але пробитися до першої команди не зміг й 1995 року перейшов вільним агентом до «Бері». Згодом виступав за «Іпсвіч Таун» та «Ноттінгем Форест», а також в оренді за «Шеффілд Венсдей», «Бернлі» та «Шеффілд Юнайтед». Футбольну кар'єру завершив у 30-річному віці через травму спини. Виступав також за національну збірну Ямайки.

## Клубна кар'єра

### Ранні роки
Народився в столиці Ямайки, місті Кінгстон. Але футболом розпочав займатися 1992 року в англійському клубі «Манчестер Юнайтед», але травма коліна, отримана на початку сезону 1992–93 років, не давала йому можливості тренуватися більше року.  Після повернення на футбольне поле у листопаді 1993 року, відзначився 12-ма голами в 22-ох матчах за юнацьку команду клубу, а в липні 1994 року підписав з «Манчестер Юнайтед» професіональний контракт. У сезоні 1994/95 років був частиною молодіжної команди «Манчестер Юнайтед», яка виграла юнацький кубок Англії.
Джонсон не брав участь у молодіжній команді «Манчестер Юнайтед». 7 грудня 1994 року потрапив до заявки першої команди на переможний (4:0) матч Ліги чемпіонів проти «Галатасарая», але просидів увесь матч на лаві запасних. Так і не зміг пробитися в першу команду, у червні 1995 року, по завершенні контракту, залишив «Манчестер Юнайтед». Тепер, вже будучи без клубу, декілька днів по тому Джонсон вільним агентом зміг підписати контракт з клубом Третього дивізіону «Бері». Протягом наступних двох років Девід відзначився 18 голами у 97 матчах у лізі, а клуб почергово підвищився в класі до Першого дивізіону.

### «Іпсвіч Таун»
Вдалі виступи за «Бері» звернули на нього увагу іншого представника Першого дивізіону «Іпсвіч Таун», 13 листопада 1997 року за 1,1 мільйони фунтів стерлінгів перейшов до клубу зі Східної Англії. У новій команді дебютував два дні по тому, в нічийному (1:1) поєдинку проти «Вулвергемптон Вондерерз», де також відзначився єдиним голом «Іпсвіча». У першому сезоні в складі «городян» відзначився 22-ма голами, у тому чслі й першим у професіональній кар'єрі хет-триком 24 лютого 1998 року в переможному (5:2) поєдинку проти «Оксфорд Юнайтед». того сезону «Іпсвіч» фінішував на 5-му місці в Першому дивізіоні, а в півфіналі плей-оф з загальним рахунком 0:2 поступився «Чарльтон Атлетік».
Джонсон відзначився за «Іпсвіч» ще 14-ма голами в бронзовому для команди сезоні 1998/99 років, проте його команда знову поступилася в півфіналі плей-оф, цього разу «Болтон Вондерерз» через пропущений вдома м'яч. Однак ця історія не повторилася наступного року; після трьох послідовних півфінальних поразок у плей-оф 1996/97, 1997/98 та 1998/99 років, «Іпсвіч» зрештою дійшов до фіналу в сезоні 1999/2000 років із сукупною перемогою над Болтоном (7:5), а потім обіграв «Барнслі» (4:2) у фінальному поєдинку на стадіоні «Вемблі». Після 22-ох голів у 44-ох матчах сезону 1999/2000 років, Джонсона нагородили новим, чотирирічним контрактом з «Іпсвічем».
У сезоні 2000/01 років у Джонсона тривала безгольова серія, але він продовжував забивати в Кубку ліги, відзначився дублем у переможному (5:0) матчі-відповіді другого раунду проти «Міллволл», а також вирішальним голом у переможному (2:1) поєдинку четвертого раунду проти «Ковентрі Сіті».

### «Ноттінгем Форест»
Наприкінці року Девідом зацікавився клуб Першого дивізіону «Ноттінгем Форест». 4 січня 2001 року «Іпсвіч» відхилив пропозицію у розмірі 2,5 мільйони євро, але «Форест» зробили покращену пропозицію в розмірі 3,5 мільйонів фунтів і трансфер оформили 12 січня 2001 року. У новій команді дебютував два дні по тому, в програному (0:3) поєдинку проти «Крістал Пелес». До завершення сезону відзначився двома голами, 24 лютого 2001 року у воротах «Грімсбі Таун» та 10 березня у воротах «Шеффілд Юнайтед».
Після того, як Джонсон відзначився трьома голами у своїх перших 24 матчах у сезоні 2001/02 років, потрапив у немилість до нового головного Пола Гарта, а з лютого по квітень 2002 року, щоб зменшити велику зарплатню клубу, йому дозволили поїхати в оренду до інших клубів Першого дивізіону «Шеффілд Венсдей» (за яких відзначився двома голами у семи матчах) та «Бернлі» (п'ять голів у восьми матчах). «Бернлі» погодився заплатити 120 000 фунтів стерлінгів, щоб підписати Джонсона на постійній основі по закінченні сезону, але перехід зрештою не відбувся. Після повернення в «Ноттінгем Форест» у сезоні 2002–2003 років Джонсон, здається, знову повернув свою колишню форму, яка принесла йому успіх в «Іпсвічі», нападник відзначився 29 голами у 47 матчах у всіх змаганнях, а «Ноттінгем Форест» вийшов у плей-оф. У лютому 2003 року було виявлено, що Джонсон грав із розірваною задньою хрестоподібною зв'язкою, і очікувалося, що його відновлення триватиме протягом шести тижнів; однак він зміг швидко повернутися і через два тижні знову грав, проти Гримсбі.
На початку сезону 2003/04 років Девід підписав з «Ноттінгем Форест» новий трирічний контракт, але менше ніж через два тижні після підписання, 13 вересня 2003 року, у зламав гомілку в матчі проти «Шеффілд Юнайтед». Спочатку вважалося, що він отримав подвійний перелом, але після обстеження клуб спростував цю інформацію. Тим не менше, він зіткнувся з потенційно тривалою відсутністю в тренувальному процесі, можливо до завершення сезону або навіть пізніше. Повернення Джонсона на футбольне поле розтягнулося на шість місяців (до березня 2004 року), 10 березня нападник вийшов на матч резервної команди проти «Вест Гем Юнайтед», а 13 березня вийшов на поле з лави запасних у поєдинку першої команди проти «Кристал Пелес».
Після одужання від травми Джонсон так і не зміг повернути своєї колишньої форми, у період з березня 2004 року по березень 2005 року відзначився 11 голами у 47 матчах, а після звільнення головного тренера Гері Мегсона, його віддали в оренду до «Шеффілд Юнайтед», клуб у поєдинку проти якого, раніше зламав ногу. Після вильоту «Ноттінгем Форест» наприкінці сезону у Першу лігу Мегсон відправив Джонсона до списку трансферів як частину кардинального оновлення списку гравців команди. Однак влітку 2005 року Джонсона повернули до першої команди «Ноттінгем Форест», а до початку сезону 2005/06 років заявив про своє бажання залишитися в клубі та боротися за місце в команді.
Через деілька місяців від початку сезону Джонсон пошкодив диск у спині; травму спочатку лікували ін’єкціями, але зрештою необхідним виявилося хірургічне втручання, хоча воно могло залишити нападника його поза грою на тривалий період часу. Відновлення нападника зайняло більше часу, ніж очікувалося, і лише до завершення сезону Джонсон зміг знову почати бігову роботу, відклавши будь-яке повернення, принаймні, до початку сезону 2006/07 років. повернутися на футбольнк поле так і не вдалося, й у вересні 2006 року за порадою лікарів Джонсон відмовився від професіонального футболу, плануючи розпочати тренерську діяльність.
Тим не менше, до березня 2007 року Джонсон вже очікував повернення на футбольне поле і розпочав тренування з «Бертон Альбіон»; однак, проблеми з його від'їздом з «Ноттінгем Форест» означали, що він не зміг підписати угоду з «Бертоном», і 21 березня 2007 року уклав угоду з представником Північної конференції «Гакнелл Таун». Влітку 2007 року через травму змушений був завершити футбольну кар'єру. З того часу працює скаутом у «Челсі».

## Кар'єра в збірній
Джонсон, який народився на Ямайці від матері-англійки, завдяки навчанню в Англії грав за юнацьку збірну Англії (U-16). У грудні 1997 року викликався до складу молодіжної збірної Англії на матч плей-оф кваліфікації молодіжного чемпіонату Європи проти Греції, але на полі так і не з'явився. Свій перший міжнародний матч зіграв 1998 році на Лофтус-Роуд, Гленн Годдл випустив Девіда на останні 9 хвилин переможного (4:1) поєдинку Другої збірної Англії проти збірної Росії.
У 1999 році Джонсон викликаний до національної збірної Ямайки бразильським тренером Рене Сімоєшом. Дебютував за збірну 28 березня в програному (0:2) поєдинку проти Тринідаду і Тобаго в Порт-оф-Спейн, де замінив Пола Голла. А дебютним голом за Ямайку відзначився три дні по тому, в програному (0:3) поєдинку проти Парагваю в Кінгстоні, де в перерві замінив Рікардо Фуллера. У травні 1999 року зіграв ще один матч, вийшов на 56-й хвилині Теодора Вітмора у програному (1:2) товариському матчі проти Швеції у Стокгольмі. У вересні 1999 року Джоносон на 60-й хвилині замінив Вайтомора в нічийному (2:2) поєдинку проти США, при цьому на 79-й хвилині відзначився другим голом збірної Ямайки. Незважаючи на те, що чотири рази виступав за Ямайку у товариських матчах, він все ще мав право грати за іншу національну команду, оскільки на той час регламент ФІФА не прив'язували гравців до нації, допоки вони не зіграли офіційну гру.
Будучи власником британського паспорта, який народився за межами Сполученого Королівства, на той час положення ФІФА дозволяли йому вибрати, кого з корінних Націй він хотів би представляти, що призвело до зацікавленості неанглійських корінних Націй. У вересні 1999 року відхилив виклик Північної Ірландії на користь Уельсу, який тренували колишній товариш по команді «Манчестер Юнайтед» Марк Г'юз та тренер Ерік Гаррісон. Однак напередодні гри отримав травму щиколотки і не потрапив до заявки на матч.
Після одужання від травми отримав запрошення виступати за Шотландію від головного тренера Крейга Брауна. У жовтні 1999 року погодився виступати на міжнародному рівні за Шотландію, але на плей-оф Євро-2000 проти Англії не потрапив. Однак перед тим, як його могли викликати на будь-який міжнародний матч Шотландії, було виявлено, що завдяки домовленості, укладеній між Націями Великої Британії в 1993 році, Джонсон не матиме права грати в будь-якій іншій національній команді, окрім Англії, оскільки його мати походила з Бірмінгема. Хоча Джонсон відповідав умовам, поставленими ФІФА для виступів за Шотландію, він не відповідав умовам угоди, підписаної в 1993 році.
У січні 2000 року Горес Рід з Ямайської федерації футболу повідомив, що Джонсон приєднався до складу Ямайки на Золотий кубок КОНКАКАФ 2000 року, але до остаточного складу збірної так і не потрапив.
У 2004 році Північна Ірландія зробила другу спробу викликати Девіда, але вона зазнала невдачі. Головний тренер національної команди Лоурі Санчес в інтерв'ю Belfast Telegraph, що Джонсон не пройшов кваліфікацію. Санчес зазначив: «Я давно говорив із Девідом Джонсоном; він зацікавився, але коли ми перевірили його право, ми виявили, що його мати англійка, і тому він не може грати за нас».

## Особисте життя
З 1995 по вересень 2009 року Девід був одружений на Елісон Джонсон, коли вони розлучилися після роману Джонсона. У липні 2010 року йому було пред'явлено звинувачення у завданні шкоди в розмірі понад 6 000 фунтів стерлінгів будинку та машині колишньої дружини у Вест-Бриджфорді, на південь від Ноттінгема. Під час судового розгляду суд почув, що Джонсон часто відвідував свою колишню резиденцію в нетверезому стані, але згодом висловив намір більше не пити.
У листопаді 2000 року телеведучого Річард Кіз почули, як він прокоментував расистські висловлювання на адресу Джонсона під час прямої трансляції на тестовому каналі Sky. Обговорюючи потенційне право Джонсона зіграти за збірну Шотландії з експертами Реєм Уілкінсом та Гремом Сунесом, Кіз назвав Джонсона «шоколадним жоко». Інцидент був розкритий громадськістю у лютому 2011 року після від'їзду Кіса зі Sky за різними іншими недоречними зауваженнями.

## Статистика виступів

### Клубна
| Клуб                       | Сезон             | Ліга                 | Ліга  | Ліга | Кубок Англії | Кубок Англії | Кубок ліги | Кубок ліги | Інші  | Інші | Загалом | Загалом |
| Клуб                       | Сезон             | Дивізіон             | Матчі | Голи | Матчі        | Голи         | Матчі      | Голи       | Матчі | Голи | Матчі   | Голи    |
| -------------------------- | ----------------- | -------------------- | ----- | ---- | ------------ | ------------ | ---------- | ---------- | ----- | ---- | ------- | ------- |
| «Манчестер Юнайтед»        | 1994–95           | Прем'єр-ліга         | 0     | 0    | 0            | 0            | 0          | 0          | 0     | 0    | 0       | 0       |
| «Бері»                     | 1995–96           | Третій дивізіон      | 36    | 5    | 1            | 0            | 3          | 1          | 2     | 0    | 42      | 6       |
| «Бері»                     | 1996–97           | Другий дивізіон      | 44    | 8    | 1            | 0            | 4          | 0          | 3     | 1    | 52      | 9       |
| «Бері»                     | 1997–98           | Перший дивізіон      | 17    | 5    | —            | —            | 4          | 3          | —     | —    | 21      | 8       |
| «Бері»                     | Загалом           | Загалом              | 97    | 18   | 2            | 0            | 11         | 4          | 5     | 1    | 115     | 23      |
| «Іпсвіч Таун»              | 1997–98           | Перший дивізіон      | 31    | 20   | 4            | 2            | —          | —          | 2     | 0    | 37      | 22      |
| «Іпсвіч Таун»              | 1998–99           | Перший дивізіон      | 42    | 13   | 2            | 0            | 4          | 1          | 2     | 0    | 50      | 14      |
| «Іпсвіч Таун»              | 1999–2000         | Перший дивізіон      | 44    | 22   | 1            | 0            | 4          | 1          | 3     | 0    | 52      | 23      |
| «Іпсвіч Таун»              | 2000–01           | Прем'єр-ліга         | 14    | 0    | —            | —            | 5          | 3          | —     | —    | 19      | 3       |
| «Іпсвіч Таун»              | Загалом           | Загалом              | 131   | 55   | 7            | 2            | 13         | 5          | 7     | 0    | 158     | 62      |
| «Ноттінгем Форест»         | 2000–01           | Перший дивізіон      | 19    | 2    | —            | —            | —          | —          | —     | —    | 19      | 2       |
| «Ноттінгем Форест»         | 2001–02           | Перший дивізіон      | 22    | 3    | 1            | 0            | 2          | 0          | —     | —    | 25      | 3       |
| «Ноттінгем Форест»         | 2002–03           | Перший дивізіон      | 42    | 25   | 1            | 0            | 2          | 2          | 2     | 2    | 47      | 29      |
| «Ноттінгем Форест»         | 2003–04           | Перший дивізіон      | 17    | 7    | 0            | 0            | 1          | 0          | —     | —    | 18      | 7       |
| «Ноттінгем Форест»         | 2004–05           | Чемпіоншип           | 31    | 6    | 1            | 0            | 4          | 0          | —     | —    | 36      | 6       |
| «Ноттінгем Форест»         | 2005–06           | Перша ліга           | 17    | 3    | 2            | 0            | 1          | 0          | —     | —    | 20      | 3       |
| «Ноттінгем Форест»         | Загалом           | Загалом              | 148   | 46   | 5            | 0            | 10         | 2          | 2     | 2    | 165     | 50      |
| «Шеффілд Венсдей» (оренда) | 2001–02           | Перший дивізіон      | 7     | 2    | —            | —            | —          | —          | —     | —    | 7       | 2       |
| «Бернлі» (оренда)          | 2001–02           | Перший дивізіон      | 8     | 5    | —            | —            | —          | —          | —     | —    | 8       | 5       |
| «Шеффілд Юнайтед» (оренда) | 2004–05           | Чемпіоншип           | 4     | 0    | —            | —            | —          | —          | —     | —    | 4       | 0       |
| «Гакнелл Таун»             | 2006–07           | Північна Конференція | 8     | 4    | —            | —            | —          | —          | —     | —    | 8       | 4       |
| Усього за кар'єру          | Усього за кар'єру | Усього за кар'єру    | 403   | 130  | 14           | 2            | 34         | 11         | 14    | 3    | 465     | 146     |

Notes
1. 1 2  Матчі в Трофеї Футбольної ліги
2. 1 2 3 4  Матчі у плей-оф Першого дивізіону

### У збірній
| Національна збірна | Рік     | Матчі | Голи |
| ------------------ | ------- | ----- | ---- |
| Ямайка             | 1999    | 4     | 2    |
| Загалом            | Загалом | 4     | 2    |

#### Голи за збірну
Jamaica score listed first, score column indicates score after each Johnson goal.
| № | Дата            | Місце                              | Гол | Суперник | Рахунок | Результат | Змагання         | Пос |
| - | --------------- | ---------------------------------- | --- | -------- | ------- | --------- | ---------------- | --- |
| 1 | 31 березня 1999 | Індепенденс Парк, Кінгстон, Ямайка | 2   | Парагвай | 3–0     | 3–0       | Товариський матч |     |
| 2 | 8 вересня 1999  | Індепенденс Парк, Кінгстон, Ямайка | 3   | США      | 2–1     | 2–2       | Товариський матч |     |

## Досягнення
«Бері»
- Третій дивізіон Футбольної ліги
  -  Бронзовий призер (1): 1995/96 (підвищення)
- Другий дивізіон Футбольної ліги
  -  Чемпіон (1): 1996/97

«Іпсвіч Таун»
- Плей-оф Першого дивізіону Футбольної ліги
  -  Чемпіон (1): 2000[65]

Індивідуальні досягнення
- Команда року за версією ПФА: Перший дивізіон 2002/03[66]
- Найкращий гравець року «Ноттінгем Форест» (1): 2002/03[67]